# Jasenská dolina
Jasenská dolina leží na západní straně Velké Fatry.
Protéká jí potok Vodky. V její dolní části je lyžařské středisko, přístupné z obce Belá-Dulice. Prochází ní asfaltová cesta, cyklotrasa a modře značený chodník z Belé-Dulice na Lysec (1381 m n. m.).